# Newmarket (County Cork)
Newmarket (früher: Aghatrasna, irisch Áth Trasna) ist ein Dorf im County Cork im Süd(west)en der Republik Irland. Die Einwohnerzahl Newmarkets wurde bei der Volkszählung 2022 mit 1052 Personen ermittelt. Das entspricht dem Niveau von 2002 (damals 1055 Einwohner).

## Geografie und Demografie
Newmarket liegt zwischen dem Dalua River im Westen und dem Owenanare River am Fuße der Mullaghareirk Mountains. Von Cork City ist Newmarket etwa 55 Kilometer in nordwestlicher Richtung entfernt. Hier kreuzen sich die R576 und die R578.

## Ursprünge
Gegründet wurde Newmarket um 1600. Damals wurde das Land von König James I. der Familie Aldworth zum Lehen gegeben. Gleichzeitig wurden der Familie Marktrechte verliehen. Ab 1620 expandierte die Ortschaft.
1810 wurde das Market House gebaut. Um 1830 wurde die anglikanische Kirche, 1840 die katholische Marienkirche errichtet.

## Persönlichkeiten
- John Philpot Curran (1750–1812), irischer Politiker, Mitglied des Unterhauses
- Edward Worth (um 1620–1669), anglikanischer Bischof von Killaloe
- Barry Yelverton, 1st Viscount Avonmore (1736–1805), irischer Politiker und Attorney-General for Ireland 1782
- James J. Walsh (1880–1948), Politiker
- Colm Kelleher (* 1957), Bankmanager
- Graham Norton (* 1963), Schauspieler, Comedian, Fernsehmoderator und Autor, wuchs in Bandon auf
- Conor Hourihane (* 1991), Fußballspieler

## Partnerschaften
Mit der US-amerikanischen Ortschaft Lakeview im Bundesstaat Oregon und der französischen Gemeinde Mauron bestehen Partnerschaften.